# アルガルヴェ・カップ2014
アルガルヴェ・カップ2014（英: Algarve Cup 2014）は、ポルトガルサッカー連盟（FPF）が主催し、2014年3月5日から3月12日にかけて行われた第21回目のアルガルヴェ・カップである。

## 出場国
出場国の一覧。
| グループA - アイスランド - 中華人民共和国 - ノルウェー - ドイツ | グループB - アメリカ合衆国 - 日本 - スウェーデン - デンマーク | グループC - ポルトガル - オーストリア - ロシア - 北朝鮮 |

## 開催方式
招待された12のナショナルチームは4チームずつ3組に分かれ、ラウンドロビン方式で3試合を戦う。
FIFA女子ランキング上位のチームで構成されるグループAとグループBの1位は決勝に進み、各グループ2位のチームが3位決定戦を戦う。グループC首位のチームはグループAとグループBの3位チームの内成績上位のチームと5位決定戦を戦う。グループC2位のチームは残りのグループA、B3位のチームと7位決定戦を戦う。 グループCの3位チームはグループA、Bの4位チームの内成績上位のチームと9位決定戦を戦い、グループC4位チームが残りのグループA、B4位のチームと11位決定戦を戦う。
勝ち点は勝利3、引き分け1、敗退0で計算し、2つ以上のチームが勝ち点で並んだ場合、当該国同士の対戦成績で順位を決定する。

## 審判
審判員の一覧。
| - テオドラ・アルボン - メリッサ・ボルハス - シーナ・ディクソン - クリスティーナ・ドルシオマン - ステファニー・フラパール - リタ・ガニ - リーム・フセイン | - ジェイミ・マルティネス - タリア・ミッツィ - オルガ・ミランダ - テレーズ・ヌゲル - ケイシー・レイベルト - 王桂 |

## 結果

### グループリーグ

#### グループ A
| 順 | チーム         | 試 | 勝 | 分 | 敗 | 得 | 失 | 差 | 点 |
| -- | -------------- | -- | -- | -- | -- | -- | -- | -- | -- |
| 1  | ドイツ         | 3  | 3  | 0  | 0  | 9  | 1  | +8 | 9  |
| 2  | アイスランド   | 3  | 2  | 0  | 1  | 3  | 6  | −3 | 6  |
| 3  | 中華人民共和国 | 3  | 1  | 0  | 2  | 1  | 2  | −1 | 3  |
| 4  | ノルウェー     | 3  | 0  | 0  | 3  | 2  | 6  | −4 | 0  |

| 2014年3月5日 16:00 |

| ノルウェー | 0 - 1 | 中華人民共和国  |
|            |       | ヤン・リー 75分 |

| エスタディオ・ムニシパル（サント・アントニオ） 観客数: 150人 主審: ジェイミ・マルティネス |

| 2014年3月5日 16:00 |

| ドイツ                                                                        | 5 - 0 | アイスランド |
| マロジャン 7分, 23分 · シャシッチ 45分 (PK) · ゲースリンク 59分 · ポップ 64分 |       |              |

| エスタディオ・ムニシパル（アルブフェイラ） 観客数: 400人 主審: ステファニー・フラパール |

| 2014年3月7日 15:00 |

| ノルウェー          | 1 - 2 | アイスランド                                                |
| ミュショーラン 82分 |       | エドヴァルズドッティル 48分 · ソルステインスドッティル 86分 |

| エスタディオ・ムニシパル（ラゴス） 主審: テオドラ・アルボン |

| 2014年3月7日 17:00 |

| ドイツ          | 1 - 0 | 中華人民共和国 |
| ミッターク 79分 |       |                |

| エスタディオ・ムニシパル（アルブフェイラ） 観客数: 500人 主審: シーナ・ディクソン |

| 2014年3月10日 18:30 |

| 中華人民共和国 | 0 - 1 | アイスランド |
|                |       | 90+1分 (OG)  |

| エスタディオ・ムニシパル（ラゴス） 主審: リタ・ガニ |

| 2014年3月10日 18:30 |

| ノルウェー              | 1 - 3 | ドイツ                                              |
| ミュショーラン 2分 (PK) |       | ラウデール 12分 · ミッターク 31分 · マロジャン 55分 |

| エスタディオ・ムニシパル（アルブフェイラ） 観客数: 400人 主審: クリスティーナ・ドルシオマン |

#### グループ B
| 順 | チーム         | 試 | 勝 | 分 | 敗 | 得 | 失 | 差 | 点 |
| -- | -------------- | -- | -- | -- | -- | -- | -- | -- | -- |
| 1  | 日本           | 3  | 2  | 1  | 0  | 4  | 2  | +2 | 7  |
| 2  | スウェーデン   | 3  | 2  | 0  | 1  | 4  | 2  | +2 | 6  |
| 3  | デンマーク     | 3  | 1  | 0  | 2  | 5  | 6  | −1 | 3  |
| 4  | アメリカ合衆国 | 3  | 0  | 1  | 2  | 4  | 7  | −3 | 1  |

| 2014年3月5日 13:45 |

| 日本          | 1 - 1 | アメリカ合衆国 |
| 宮間あや 82分 |       | ルルー 76分    |

| エスタディオ・ムニシパル（パルシャル） 観客数: 500人 主審: タリア・ミッツィ |

| 2014年3月5日 19:00 |

| スウェーデン                    | 2 - 0 | デンマーク |
| アスラニ 15分 · ルベンソン 19分 |       |            |

| エスタディオ・ムニシパル（アルブフェイラ） 主審: ケイシー・レイベルト |

| 2014年3月7日 14:30 |

| スウェーデン  | 1 - 0 | アメリカ合衆国 |
| シェリン 23分 |       |                |

| エスタディオ・ムニシパル（アルブフェイラ） 観客数: 2,000人 主審: ジェイミ・マルティネス |

| 2014年3月7日 15:10 |

| 日本          | 1 - 0 | デンマーク |
| 岩渕真奈 15分 |       |            |

| エスタディオ・ムニシパル（パルシャル） 主審: クリスティーナ・ドルシオマン |

| 2014年3月10日 15:40 |

| 日本                                 | 2 - 1 | スウェーデン      |
| 大儀見優季 48分 · 宮間あや 89分 (PK) |       | センブラント 41分 |

| エスタディオ・アルガルヴェ（ファロ） 主審: テオドラ・アルボン |

| 2014年3月10日 15:40 |

| アメリカ合衆国                            | 3 - 5 | デンマーク                                                                                  |
| プレス 59分 · ルルー 65分 · ラピノー 68分 |       | バイエ 24分 · ナディム 35分 · S.セーレンセン 39分 · ラスムッセン 62分 · K.ニールセン 90+2分 |

| エスタディオ・ムニシパル（アルブフェイラ） 観客数: 750人 主審: リーム・フセイン |

#### グループ C
| 順 | チーム       | 試 | 勝 | 分 | 敗 | 得 | 失 | 差 | 点 |
| -- | ------------ | -- | -- | -- | -- | -- | -- | -- | -- |
| 1  | 北朝鮮       | 3  | 3  | 0  | 0  | 6  | 1  | +5 | 9  |
| 2  | ロシア       | 3  | 1  | 0  | 2  | 6  | 6  | 0  | 3  |
| 3  | オーストリア | 3  | 1  | 0  | 2  | 5  | 7  | −2 | 3  |
| 4  | ポルトガル   | 3  | 1  | 0  | 2  | 4  | 7  | −3 | 3  |

| 2014年3月5日 16:00 |

| ロシア          | 1 - 2 | 北朝鮮                          |
| モロゾワ 90+2分 |       | チョン・ユリ 33分 · 羅恩心 90分 |

| エスタディオ・ムニシパル（ラゴス） 主審: テレーズ・ヌゲル |

| 2014年3月5日 16:00 |

| ポルトガル                      | 3 - 2 | オーストリア                                |
| ネト 15分, 61分 · シルヴァ 27分 |       | ツァドラツィル 33分 · シュナデルベック 40分 |

| エスタディオ・ムニシパル（パルシャル） 主審: リーム・フセイン |

| 2014年3月7日 18:00 |

| ポルトガル    | 1 - 3 | ロシア                                      |
| メンデス 11分 |       | パンティウヒナ 54分, 76分 · コロフキナ 60分 |

| エスタディオ・ムニシパル（パルシャル） 観客数: リタ・ガニ |

| 2014年3月7日 18:00 |

| オーストリア | 0 - 2 | 北朝鮮                    |
|              |       | 金恩珠 57分 · 許恩別 72分 |

| エスタディオ・ムニシパル（ラゴス） 主審: 王桂 |

| 2014年3月10日 18:30 |

| ポルトガル | 0 - 2 | 北朝鮮                    |
|            |       | 許恩別 39分 · 羅恩心 54分 |

| エスタディオ・アルガルヴェ（ファロ） 主審: シーナ・ディクソン |

| 2014年3月10日 18:30 |

| オーストリア                                  | 3 - 2 | ロシア                   |
| マカス 19分 · プロハスカ 30分 · ブルガー 88分 |       | モロゾワ 18分, 62分 (PK) |

| エスタディオ・ムニシパル（サント・アントニオ） 主審: ジェイミ・マルティネス |

### 順位決定戦

#### 11位決定戦
| 2014年3月12日 11:00 |

| オーストリア                         | 2 - 1 | ポルトガル    |
| プロハスカ 2分 · ツァドラツィル 27分 |       | シルヴァ 72分 |

| エスタディオ・アルガルヴェ（ファロ） 主審: 王桂 |

#### 9位決定戦
| 2014年3月12日 14:30 |

| ロシア        | 1 - 0 | ノルウェー |
| ソツネワ 88分 |       |            |

| エスタディオ・ムニシパル（パルシャル） 主審: リタ・ガニ |

#### 7位決定戦
| 2014年3月12日 11:00 |

| 北朝鮮 | 0 - 3 | アメリカ合衆国                         |
|        |       | ワンバック 11分 (58) · オライリー 88分 |

| エスタディオ・ムニシパル（パルシャル） 観客数: 250人 主審: ステファニー・フラパール |

#### 5位決定戦
| 2014年3月12日 11:00 |

| 中華人民共和国 | 1 - 1 | デンマーク                 |
| ヤン・リー 7分 |       | トロエルスガール 87分 (PK) |
|                | PK戦  |                            |
|                | 5 - 4 |                            |

| エスタディオ・ムニシパル（アルブフェイラ） 主審: シーナ・ディクソン |

#### 3位決定戦
| 2014年3月12日 11:00 |

| アイスランド                        | 2 - 1 | スウェーデン    |
| ソルステインスドッティル 27分, 31分 |       | ゲランソン 89分 |

| エスタディオ・ムニシパル（ラゴス） 主審: ケイシー・レイベルト |

#### 決勝戦
| 2014年3月12日 14:10 |

| ドイツ                                            | 3 - 0 | 日本 |
| ケスラー 46分 · ミッターク 50分 · マロジャン 61分 |       |      |

| エスタディオ・アルガルヴェ（ファロ） 観客数: 600人 主審: タリア・ミッツィ |

## 優勝国
| アルガルヴェ・カップ2014優勝国 |
| ------------------------------ |
| · ドイツ · 2大会ぶり3回目      |

## 得点ランキング
| 順位 | 選手名                           | 得点数 |
| ---- | -------------------------------- | ------ |
| 1    | ジェニファー・マロジャン         | 4      |
| 2    | アーニャ・ミッターク             | 3      |
| 2    | エレーナ・モロゾワ               | 3      |
| 2    | ハルパ・ソルステインスドッティル | 3      |

## 表彰
| 賞             | 受賞者                   |
| -------------- | ------------------------ |
| 大会最優秀選手 | ジェニファー・マロジャン |
| フェアプレー賞 | 日本                     |